# Будайка (приток Яузы)
Буда́йка — небольшая река на северо-востоке Москвы, левый приток Яузы. Длина реки — 5,8 км, из них вне коллектора — 4,4 км. Площадь водосборного бассейна составляет по разным оценкам от 6 до 10 км².
Имеет исток в Лосином острове, на границе с Ярославским районом. В настоящее время исток представляет собой пруд к юго-востоку от комплекса МГСУ на Ярославском шоссе; также река подпитывается из ряда окрестных мелких ручьёв. Далее Будайка протекает на юго-запад параллельно Ярославскому направлению железной дороги, пересекает Московскую окружную железную дорогу и недалеко от платформы Яуза уходит в коллектор. Далее в коллекторе пересекает железнодорожные пути, проходит по территории Центральной клинической больницы № 2 имени Н. А. Семашко (И. А. Кассирский в шутку называл эту больницу «Оксфорд на Будайке», ныне в составе ОАО РЖД), пересекает Малахитовую улицу и впадает в Яузу недалеко от проезда Кадомцева, после пересечения с которым Будайка выходит из коллектора. Последние несколько десятков метров русла Будайки перед впадением в Яузу в 2004 году одеты камнем в рамках создания рекреационной зоны Ростокино.
Визуально пойма реки и вода в ней сильно загрязнены бытовыми отходами различного происхождения, а также маслянистыми отходами.
По названию реки Будайки поименованы Будайская улица и Будайский проезд.